# Афера недужне Анабеле
„Афера недужне Анабеле“ је југословенски филм из 1972. године. Режирао га је Миленко Маричић, а сценарио су писали Велимир Илић и Александар Обреновић.

## Улоге
| Глумац              | Улога |
| ------------------- | ----- |
| Светлана Бојковић   |       |
| Иван Јагодић        |       |
| Морис Леви          |       |
| Зоран Милосављевић  |       |
| Светолик Никачевић  |       |
| Бранка Петрић       |       |
| Миодраг Радовановић |       |
| Јожа Рутић          |       |
| Олга Савић          |       |
| Марко Тодоровић     |       |